# Cyrille Fraser Delâge
Pour les articles homonymes, voir Delage.
Cyrille Fraser Delâge, né le 1er mai 1869 et mort le 27 novembre 1957 à Québec, est un homme politique québécois. Il est député libéral de Québec à l'Assemblée nationale du Québec de 1901 à 1916. Il y occupera la fonction d'orateur de 1912 à 1916.

## Biographie
Il est né à Québec le 1er mai 1869, fils de Jean-Baptiste Delâge et Marie Emma-Elmire Fraser. Il étudie au Séminaire de Québec puis à l'Université Laval. Il devient notaire en 1892 et commence à pratiquer avec son frère. En 1894, il épouse Marie-Célina-Alice Brousseau, sœur du député Albert Jobin.
Delâge est élu la première fois à l'Assemblée nationale en 1901 dans Québec après que son prédécesseur Némèse Garneau eut été nommé au Conseil législatif. De 1909 à 1910, il est président de la Société Saint-Jean-Baptiste de Québec. Il abandonne à son tour son siège en 1916 après avoir été nommé surintendant de l'Instruction publique de la province de Québec.
De 1922 à 1924, il est président de la Société du parler français au Canada.
De 1936 à 1939, il est président de la Chambre des notaires.
Il meurt à Québec le 27 novembre 1957. Il est inhumé au cimetière Saint-Charles.

## Honneurs
- Officier de l'Instruction publique (1918)
- Officier de l'Académie de France (1921)
- Commandeur de l'ordre de Pie IX (1928)
- Chevalier de la Légion d'honneur (1935)
- Compagnon de l'Ordre de Saint-Michel et Saint-George (1935)
- La ville de Lac-Delage est nommée en son honneur
- La rue Delage a été nommée en son honneur, dans la ville de Lac-Saint-Charles, dans les années 1940, maintenant présente dans la ville de Québec.

## Descendance
Cyrille Fraser Delâge est le grand-père de Me Cyrille Delâge (1935-2016), notaire, commissaire aux incendies de la Ville de Québec et chef enquêteur de plusieurs grands incendies au Québec, dont ceux de Notre-Dame-du-Lac en 1969, de la Baie-James en 1974, de Chapais en 1980 et de L'Isle-Verte en 2014.